# Philipp Fröhlich

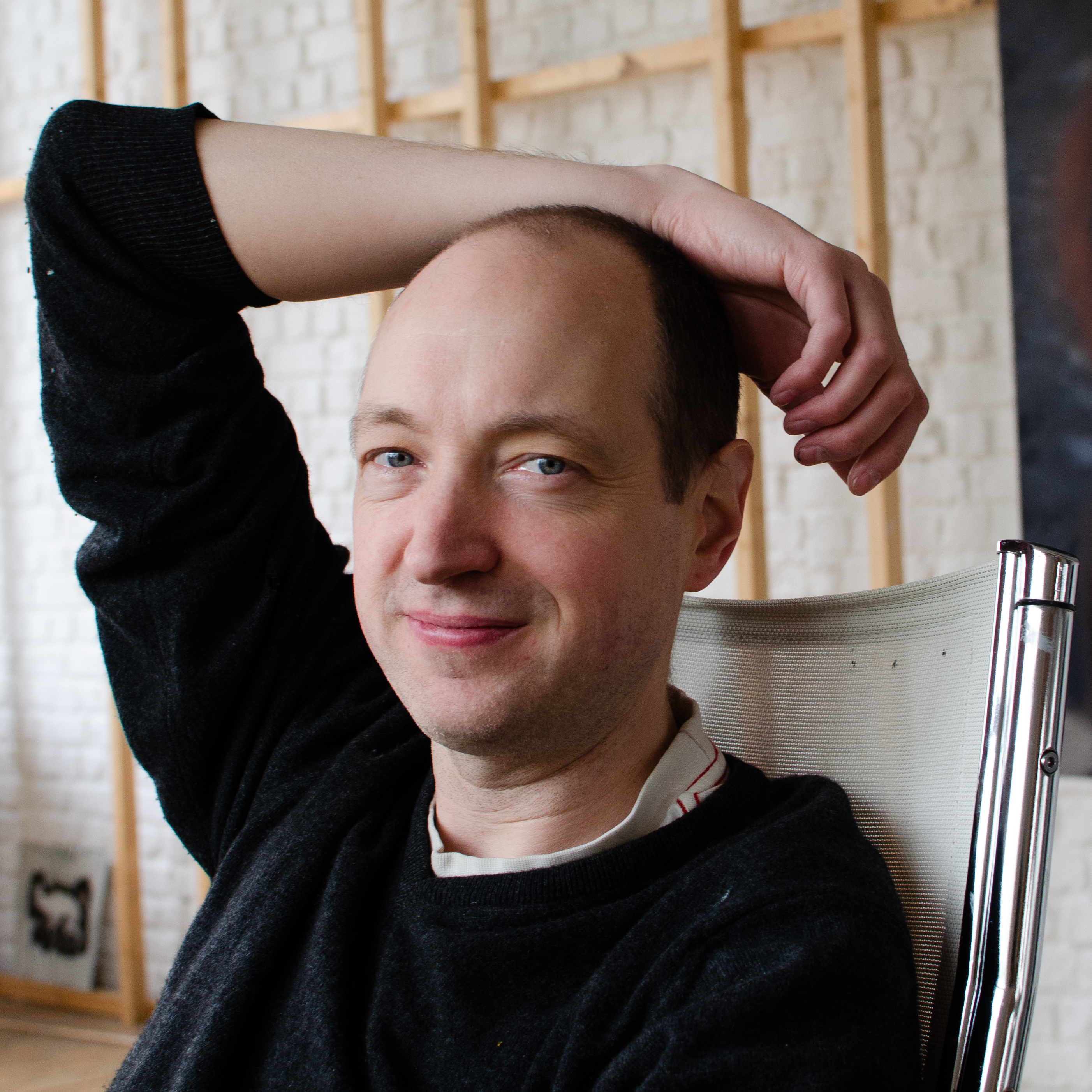
Philipp Fröhlich

Philipp Fröhlich (* 1975 in Schweinfurt) ist ein deutscher Maler, der in Brüssel lebt und arbeitet.

## Leben und Werk
Fröhlich studierte von 1996 bis 2002 in der Bühnenbildklasse von Karl Kneidl an der Kunstakademie Düsseldorf. Während des Studiums arbeitete er als dessen Assistent an verschiedenen Theater- und Opernproduktionen, unter anderem am Stadttheater Düsseldorf, an den Hamburger Kammerspielen (mit Peter Zadek) und am Staatstheater Stuttgart.
Von 2002 bis 2016 lebte Fröhlich in Madrid, wo er bis 2012 mit der Galerie Soledad Lorenzo zusammenarbeitete. Derzeit wird er in Spanien von der Galerie Juana de Aizpuru vertreten. Seit 2016 lebt und arbeitet Fröhlich in Brüssel.
Seine Bilder wurden auf zahlreichen Ausstellungen in Spanien und im Ausland gezeigt und finden sich in Museen und öffentlichen Sammlungen wie dem Kunstmuseum Museo Reina Sofía in Madrid, dem MUSAC in León, dem Museo Patio Herreriano in Valladolid oder dem Von der Heydt-Museum in Wuppertal.
Der Kunst- und Museumsverein Wuppertal zeigt 2021 seine erste Ausstellung in Deutschland, in der 27 große Ölbilder auf Leinwand und Ölskizzen aus dem Zyklus Märchen zu sehen sind.

## Ausstellungen

### Einzelausstellungen
- Philipp Fröhlich. Märchen. Kunst- und Museumsverein Wuppertal, 2021
- Hänsel und Gretel. Galería Juana de Aizpuru, Madrid
- HOAP OF A TREE. Galería Juana de Aizpuru, Madrid
- Remote viewing. Galería Soledad Lorenzo, Madrid
- Scare the night away. Galería Soledad Lorenzo, Madrid
- Beachy head. Galería Soledad Lorenzo, Madrid
- Exvoto. Where is Nikki Black. Laboratorio987, MUSA, León

### Gruppenausstellungen (Auswahl)
- Cuestiones Personales. Colección Soledad Lorenzo, Museo Nacional Centro de Arte Reina Sofía, Madrid
- Neue Sammlungspräsentation, Aufbruch in die Moderne. Von der Heydt-Museum, Wuppertal.
- De la Habana ha venido un… Galería Juana de Aizpuru, Madrid
- Imbalance. Laznia Centre for Contemporary Art, Gdańsk, Polen
- Iconografías 2.0. Museo Patio Herreriano, Valladolid
- Una mirada a lo desconocido. DA2, Salamanca
- Fiction and Reality. Moscow Museum of Modern Art, Moskau
- Colección II. Centro de Arte Dos de Mayo, Madrid
- Existencias. MUSAC, León
- Declaración de ruina. Fundación Cerezales Antonio y Cinia, Cerezales del Condado, León
- Una posibilidad de escape. Colección Musac, Espai d’art contemporani, Castellón[9]
- 2014 Antes de Irse. MACUF, A Coruña